# Celestus orobius
Celestus orobius là một loài thằn lằn trong họ Anguidae. Loài này được Savage & Lips miêu tả khoa học đầu tiên năm 1994.